# Gundel
Gundel ist sowohl als weiblicher Vorname als auch als Familienname verbreitet. Er ist eine Kurzform verschiedener Vornamen, die sich vom althochdeutschen »gund« (der Kampf) ableiten.

## Vorname
- Gundel Mattenklott (1945–2024), deutsche Literatur- und Erziehungswissenschaftlerin
- Gundel Paulsen (1926–2018), deutsche Pädagogin und Herausgeberin von Anthologien
- Gundel Wittmann (1905–1990), Berliner Sportlerin, brach 1926 den Weltrekord im 100-Meter-Lauf der Damen

## Familienname
- Elmar Gundel, deutscher Reiter
- Gerhard Gundel, deutscher Schauspieler
- Hans Georg Gundel (1912–1999), deutscher Althistoriker
- Johan Gundel (1875–1941), grönländischer Landesrat
- Johann Gundel (1844–1915), Gründervater der Gundeldynastie und Vater von Karl Gundel
- Jörg Gundel (* 1967), deutscher Hochschullehrer und Rechtswissenschaftler
- Károly Gundel (1883–1956), bedeutender ungarischer Koch und Gastwirt
- Max Gundel (1901–1949), deutscher Hygieniker, Bakteriologe und Hochschullehrer
- Philipp von Gundel (1493–1567), Rechtswissenschaftler und Hochschullehrer
- Okka Gundel (* 1974), deutsche Sportjournalistin
- Peter Gundel (1895–1931), grönländischer Schriftsteller und Fotograf
- Wilhelm Gundel (1880–1945), deutscher Klassischer Philologe

## Städte- und Gemeindenamen
- Gundelfingen – Name mehrerer Orte in Süddeutschland
- Gundelsheim – Name mehrerer Orte in Süddeutschland
- Gundelshalm
- Gundelsdorf (Kronach)

## Biologie
- Gundel oder Gundelkraut – anderer Name für wilde Thymiane
- Gundelrebe (auch Gundermann genannt) – eine Heilpflanze

## Restaurant
- Gundel Restaurant, ein international bekanntes Spitzenrestaurant in Budapest (siehe auch Gundel-Palatschinken)

## Literarische Figuren
- Gundel Gaukeley – Figur aus der fiktiven Stadt Entenhausen der Disney-Comics
- Hauptfigur in Albert Ellmenreichs Werk Gundel oder die beiden Kaiser (1849)

## Weitere Bedeutungen
- Gundels Giganten – Mainzer Band der deutschen Folk-Geigerin Gundula Krause
- Name verschiedener Biere der Kammersteiner Brauerei Gundel, siehe Liste von Brauereien in Bayern
- Gundel-Pfannen – Markenname des baden-württembergischen Kochgeschirr-Herstellers Niederschweiberer & Schenk GbR
- Gundel-Putz – Markenname eines bayrischen Reinigungsmittel-Herstellers
- Gundel Koffer – Markenname eines fränkischen Gepäck-Herstellers
- Die Gundel –  ein Strickmuster (siehe Stricken)
- Der Gundelhof – ein berühmtes Wohnhaus in Wien
- Gundelhard – Passhöhe und Gehöftgruppe bei Hofheim-Lorsbach im Taunus
- Gundel steht im Alemannischen Dialekt für ein kleines Boot.